# أشتون هيويت
أشتون هيويت (بالإنجليزية: Ashton Hewitt)‏ هو لاعب اتحاد الرغبي بريطاني، ولد في 20 نوفمبر 1994 في نيوبورت في المملكة المتحدة.